# Lars Gabriel Andersson
Pour les articles homonymes, voir Andersson et Lars Andersson (homonymie).
Lars Gabriel Andersson est un zoologiste suédois, né le 22 février 1868 à Vagnhärad au sud de Stockholm et mort le 13 février 1951 à Lidingö.

## Biographie
Gabriel Andersson fait ses études à l'université d'Uppsala où il obtient son Bachelor of Arts en 1890, son Master of Arts en 1897 et son Doctorat of Philosophy en 1909.
Il travaille au Muséum suédois d'histoire naturelle comme assistant de 1894 à 1895 et de 1897 à 1902. Il est professeur dans différentes écoles dans et à côté de Stockholm
Andersson est l’auteur d’ouvrages de zoologie très populaires ainsi que de nombreux articles scientifiques consacrés aux amphibiens et aux reptiles.